# Przypisanie płci
Przypisanie płci (ang. sex assignment lub gender assignment) – ustalenie płci niemowlęcia przy jego narodzinach. Przy większości porodów, krewny, położna, pielęgniarka lub lekarz dokonuje oględzin narządów płciowych i płeć jest przypisywana, bez obaw o niejednoznaczność. Przypisanie może być również dokonane przed urodzeniem na podstawie badań prenatalnych.
Przypisanie płci przy narodzinach zazwyczaj jest zbieżne z płcią anatomiczną i fenotypem dziecka. Liczba narodzin, przy których dziecko nie mieści się w ścisłych definicjach płci męskiej i żeńskiej wynosi około 0,06%, z czego 0,02% wynika z wyraźnie niejednoznacznych narządów płciowych. Do pozostałych powodów należą atypowe chromosomy, gonady lub poziomy hormonów. Interwencje chirurgiczne lub hormonalne mające na celu umocnienie przypisania płci są często uznawane za naruszające prawa człowieka.
Tradycyjnie przypisanie płci wiąże się z oczekiwaniami, że tożsamość płciowa dziecka rozwinie się zgodnie z jego anatomią fizyczną, wychowaniem i przypisaniem. W około 99,4% przypadków tożsamość płciowa dziecka będzie odpowiadać przypisanej mu płci. Jeśli tożsamość płciowa się nie zgadza z przypisaną płcią, mamy do czynienia z transpłciowością. Również w przypadku osób interpłciowych tożsamość może być niezgodna z przypisaną płcią.

## Terminologia
Określenia, które mogą być związane z przypisaniem płci to:
AFAB (Assigned female at birth) – osoba z przypisaną przy urodzeniu płcią żeńską.
AMAB (Assigned male at birth) – osoba z przypisaną przy urodzeniu płcią męską.
Interpłciowość – u ludzi i innych zwierząt odnosi się do szeregu różnic w zakresie cech dotyczących płci, w skład których wchodzą chromosomy, gonady, hormony płciowe lub narządy rozrodcze, które według wysokiego komisarza Narodów Zjednoczonych do spraw praw człowieka „nie odpowiadają typowym definicjom męskich i żeńskich ciał”.

## Historia
W społeczeństwach europejskich — w prawie rzymskim, poklasycznym prawie kanonicznym, a później w prawie powszechnym — płeć danej osoby określano jako męską, żeńską lub hermafrodytyczną, z przysługującymi jej prawami jako mężczyzny lub kobiety w zależności od cech, które wydawały się najbardziej dominujące. Zgodnie z prawem rzymskim hermafrodyta musiał zostać sklasyfikowany jako mężczyzna albo kobieta. W XII-wiecznym Decretum Gratiani zapisano, że „to, czy hermafrodyta może być świadkiem testamentu, zależy od tego, która płeć przeważa”. Stanowiące podstawę prawa zwyczajowego XVI-wieczne Institutes of the Lawes of England opisywały, w jaki sposób hermafrodyci mogą dziedziczyć „albo jako mężczyźni, albo jako kobiety, zgodnie z tym rodzajem płci, który przeważa”. Na przestrzeni wieków opisywano przypadki, w których przypisanie płci zostało podane w wątpliwość.

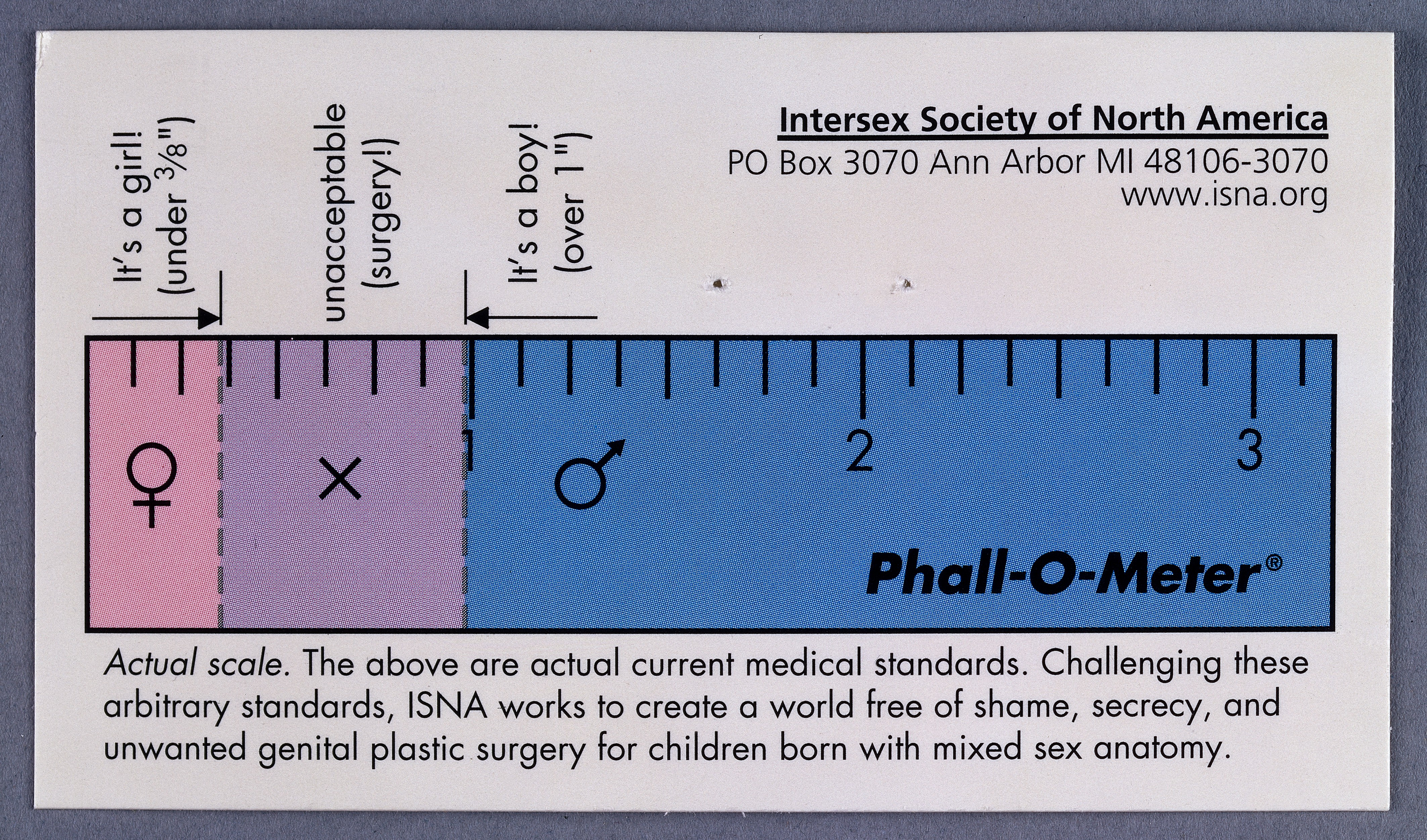
Phall-O-Meterstanowi satyrę dotyczącą oceny klinicznej odpowiedniej długości łechtaczki i penisa po urodzeniu oraz definicji niejednoznacznych genitaliów. Opiera się na badaniach opublikowanych przez Suzanne Kessler.

Wraz z medykalizacją interpłciowości, kryteria przypisywania płci ewoluowały na przestrzeni dziesięcioleci, a to za sprawą poprawy klinicznego zrozumienia czynników biologicznych i testów diagnostycznych, zmian technik chirurgicznych i potencjalnych powikłań, a także w odpowiedzi na wyniki i opinie dorosłych, którzy dorastali z różnymi schorzeniami związanymi z interpłciowością.
Przed latami pięćdziesiątymi XX wieku przypisywanie płci opierało się niemal wyłącznie na wyglądzie zewnętrznych narządów płciowych. Chociaż lekarze zdawali sobie sprawę, że istnieją przypadki, w których pozorne drugorzędowe cechy płciowe mogą rozwijać się niezgodnie z płcią danej osoby, a także przypadki, w których płeć gonad nie odpowiada płci zewnętrznych narządów płciowych, ich zdolność do zrozumienia i zdiagnozowania takich stanów w okresie niemowlęcym była zbyt słaba, aby próbować przewidzieć przyszły ich rozwój w większości przypadków.
Lata pięćdziesiąte XX wieku doprowadziły do opracowania przez endokrynologów podstawowej wiedzy na temat głównych schorzeń interpłciowych, takich jak wrodzony przerost nadnerczy, zespół niewrażliwości na androgeny i mieszana dysgenezja gonad. Odkrycie kortyzonu po raz pierwszy umożliwiło przeżycie niemowlętom z ciężkim przerostem nadnerczy. Nowe testy hormonalne i kariotypy pozwoliły na pewniejszą diagnozę w okresie niemowlęcym i przewidywanie przyszłego rozwoju.
Przypisywanie płci stało się czymś więcej niż tylko wyborem płci wychowania, ale zaczęło również oznaczać poddawanie się zabiegom chirurgicznym. Niezstąpione jądra można było wydobyć. Znacznie powiększoną łechtaczkę można było amputować do zwykłego rozmiaru, jednak próby stworzenia penisa zakończyły się niepowodzeniem. John Money i inni wierzyli, że dzieci są skłonne rozwijać tożsamość płciową, która pasuje raczej do płci wychowania, niż może być determinowana przez chromosomy, gonady lub hormony. Powstały w ten sposób model medyczny został nazwany „optymalnym modelem płci” (ang. Optimal gender model).